# Акимов, Анатолий Петрович
Анатолий Петрович Акимов (24 мая 1925 — 7 апреля 2015) — советский футболист, нападающий. Мастер спорта СССР (1951). Инженер-подполковник.

## Биография
В составе детской команды Первомайского района Москвы занял 4 место среди районов столицы в сезоне 1938/39 года, был капитаном команды.
В июне 1941 стал играть за команду «Металлург» в чемпионате Москвы.
После начала Великой Отечественной войны несколько месяцев работал землекопом на строительстве линии обороны в районе Смоленска, был токарем в цеху по выпуску боевых снарядов на заводе в Москве. Санитаром при Центральном городском эвакопункте занимался перевозкой раненых, зимой 1942 работал на заготовке дров.
В январе 1943 был призван и направлен в 1-е Московское пулеметное училище, базировавшееся в Рязани. В составе футбольной команды училища выиграл первенство Рязани и Кубок Рязанской области.
В 1944 году обучался в Московском минометном училище, после окончания был направлен в Отдельную офицерскую бригаду Московского военного округа. Участвовал в спартакиаде стран-победителей в Берлине.
В 1946 году стал выступать за команду II группы МВО. Финалист Кубка СССР 1951. В 1952 году в составе команды, выступавшей за Калинин, сыграл семь матчей, забил один гол в чемпионате СССР. В следующем году команда была расформирована, и Акимов завершил карьеру.
Завершил среднее образование в школе рабочей молодежи, обучался в инженерной академии имени Куйбышева.